# Höllengraben (Naturschutzgebiet)
Koordinaten: 49° 18′ 30″ N, 7° 18′ 15″ O

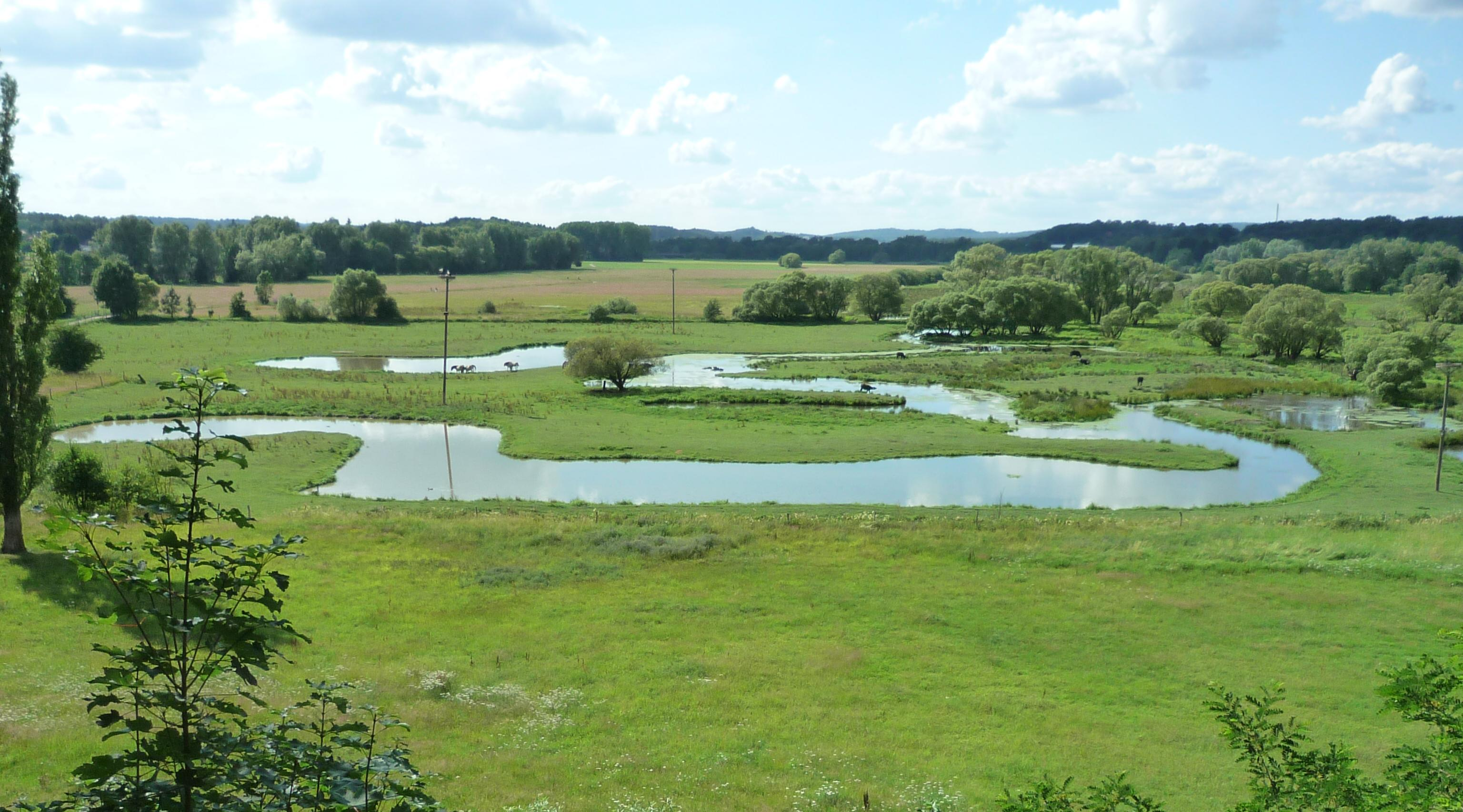
Höllengraben

Der Höllengraben ist ein Feuchtgebiet im Saarpfalz-Kreis zwischen Beeden und Altstadt in der Bliesaue. Ab 1989 war hier ein 30 ha großes Naturschutzgebiet ausgewiesen, seit 2015 ist der Höllengraben Bestandteil des Landschaftsschutzgebietes Beeder Bruch.

## Flora und Fauna
Im ehemaligen Naturschutzgebiet Höllengraben wurden zahlreiche Vogelarten beobachtet. Rohrweihe, Wasserralle, Wachtelkönig, Bekassine, Braunkehlchen oder Pirol waren letztlich ausschlaggebend dafür, dass das Gebiet um den Höllengraben unter Naturschutz gestellt wurde.